# اچ‌ام‌اس لندن (۱۸۹۹)
اچ‌ام‌اس لندن (۱۸۹۹) (به انگلیسی: HMS London (1899)) یک کشتی بود که طول آن ۱۳۱ متر (۴۳۰ فوت) بود. این کشتی در سال ۱۸۹۹ ساخته شد.